# Juin 1961

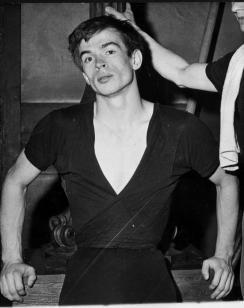
16 juin 1961 : le danseur soviétique Rudolf Noureyev fait défection pour l'Ouest.

## Événements
- 3 juin : sommet de Vienne (Autriche) entre les deux « K », début de la « coexistence pacifique ».

- 4 juin : entrevue de Kennedy et Khrouchtchev à Vienne. Le dirigeant soviétique annonce son intention de signer un traité de paix avec la RDA, qui rendraient caducs les droits d’accès aérien et terrestres occidentaux à Berlin-Ouest. Kennedy réagit fermement et demande au Congrès des États-Unis le droit de rappeler 250 000 réservistes en juillet. Après la construction du mur de Berlin, Khrouchtchev annonce qu’il renonce pour le moment à la signature d’un tel traité.

- 4 et 11 juin : élections cantonales.

- 8 juin, France : agitation paysanne. Prise de la sous-préfecture de Morlaix par 1500 agriculteurs qui bouclent la ville.

- 10 juin : départ de la vingt-neuvième édition des 24 Heures du Mans.

- 11 juin : victoire d'Olivier Gendebien et Phil Hill aux 24 Heures du Mans.

- 13 juin, France : échec des négociations d'Évian menées par Louis Joxe.

- 17 juin, Canada : fondation du Nouveau Parti démocratique, ancien Parti social démocratique du Canada.

- 18 juin, France : attentat par déraillement du train Strasbourg-Paris près de Vitry-le-François, faisant 28 morts et 170 blessés[1].

- 18 juin,  (Formule 1) : Grand Prix automobile de Belgique.

- 19 juin : le Koweït accède à l'indépendance après abrogation du traité de protectorat de 1899.

- 22 juin : accord de Zurich permettant l’installation d’un gouvernement d’union nationale au Laos.

## Naissances
- 1er juin : 
  - Paul Coffey, hockeyeur canadien.
  - Evgueni Prigojine, milliardaire russe († 23 août 2023).
- 4 juin : Dani Kouyaté, réalisateur burkinabé.
- 6 juin : Tom Araya, chanteur
- 9 juin : Michael J. Fox, acteur
- 10 juin : Rodrigo Chaves Robles, homme politique costaricain.
- 14 juin :
  - Boy George, chanteur de Culture Club
  - Laurent Boutonnat, producteur, compositeur et réalisateur français.
- 21 juin : Manu Chao, chanteur français.
- 22 juin : Jimmy Somerville, chanteur écossais.
- 24 juin : Curt Smith, chanteur, bassiste et compositeur anglais membre du groupe Tears for Fears
- 25 juin : Ricky Gervais, humoriste britannique.
- 26 juin : Greg LeMond, coureur cycliste américain.
- 30 juin : Franck Mesnel, rugbyman français

## Décès en juin 1961
- 6 juin : Carl Jung, psychologue suisse (° 1875).
- 21 juin : Abdelkader Mesli, imam et résistant français (° 1902).
- 26 juin : Hélène Dutrieu, cycliste, motocycliste, coureuse automobile et aviatrice belge (° 10 juillet 1877).